# Achmad Kurniawan
Achmad Kurniawan (* 31. Oktober 1979; † 10. Januar 2017) war ein indonesischer Fußballspieler.

## Sportlicher Werdegang
Kurniawan debütierte Anfang der 2000er Jahre für Persita Tangerang in der Indonesia Super League. Mit dem Klub gewann er 2006 durch einen 2:0-Endspielerfolg über Persipura Jayapura den Landespokal. Daraufhin wechselte er innerhalb der Meisterschaft zu Arema Malang, wo er bis zu seinem Transfer zu Persik Kediri zwei Jahre spielte. 2009 zog er zum Zweitligisten Semen Padang weiter, mit dem er in die Super League aufstieg. Dennoch kehrte er zum amtierenden Meister Arema Malang zurück, wo er die folgenden Jahre unter Vertrag stand. Dort lieferte er sich mit dem knapp zehn Jahre jüngeren, aufstrebenden Talent Kurnia Hermansyah einen Kampf um den Platz zwischen den Pfosten, letztlich war er über weite Strecken lediglich der Ersatztorhüter.
Im Dezember 2016 wurde Kurniawan nach einem Herzinfarkt ins Krankenhaus eingeliefert und lag in der Folge im Koma. Anfang Januar 2017 verstarb er im Alter von 37 Jahren.

## Stationen
- 2001 bis 2005: Persita Tangerang
- 2006 bis 2007: Arema Malang
- 2008 bis 2009: Persik Kediri
- 2009 bis 2010: Semen Padang
- 2010 bis 2016: Arema Malang